# 新竹市博物館列表

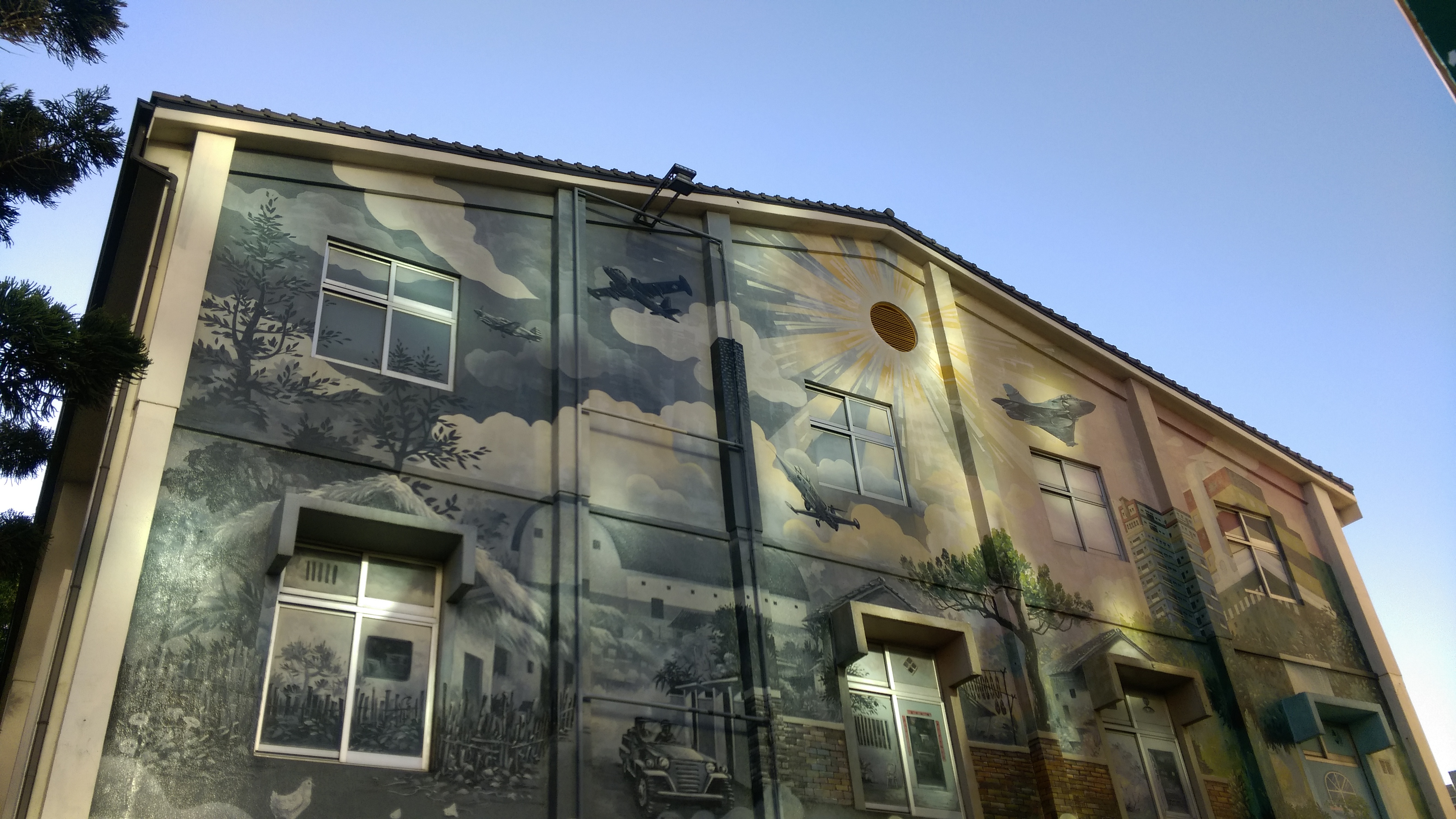
新竹市眷村博物館的外牆

被中華民國博物館學會列入《台灣博物館名錄》之博物館有：
- 國立交通大學藝文中心
- 國立清華大學藝術中心
- 中華大學藝文中心
- 艾笛空間藝術中心
- 李澤藩美術館
- 新竹市文化局影像博物館
- 新竹市立玻璃工藝博物館
- 新竹市風城願景館
- 新竹市立動物園
- 新竹市眷村博物館
- 新竹市消防博物館